# 치스가 하루카
치스가 하루카(일본어: 千菅 春香 ちすが はるか[*], 1992년 1월 23일 ~ )는 일본의 여성 성우 겸 가수. 이와테현 모리오카시 출신.

## 필모그래피
- 극장판 시로바코
- 인간실격 (HUMAN LOST)